# Jullie Hjetland
Jullie Hjetland (født 1981 på Sydfyn) er en nordisk sangerinde, komponist, performer og danser.
Hun bevæger sig i musikgenrerne folk, jazz, improvisation, electronica og pop.
Hjetland voksede op i Vejstrup på Sydfyn og i Sverige med en norsk far og en dansk mor. Hun taler flydende dansk, svensk og norsk.
I 2008 blev hun uddannet fra Syddansk Musikkonservatorium og Skuespillerskole i Odense med en bachelor i folkemusik og senere fra Ole Bull Akademiet ved Bergen Universitet hvor hun fik en master i nordisk folkemusik.
Hjetland udgav pladen Kryss sammen med Faerd, Pierre Dørge og Irene Becker i 2008. Hjetlands vokal gjorde hende til Årets Danske Vokalist ved Danish Music Award Folk i 2009.
Med Henrik Marstal udgav hun under navnet White Flag Society albummet Surrender i september 2012.
Albummet indeholdt "nogle farligt dragende sange, hvor det drømmende folk/pop-univers går i et med den velproducerede ambiens" ifølge Gaffas anmelder.
Om Hjetlands sang hed det at hendes "klare folk-vokal bærer flere betydelige karakterskift undervejs med stor småskizofren diversitet".
Hun er vokalen i jazzkvartetten Nordens Tone.
Gruppen udgav i 2013 albummet Septentrio med nordiske viser.
Hjetland indgår også som den ene del af duoen Ulvsand & Hjetland.
Hun modtog sin anden Danish Music Awards Folk i 2014.
Hjetland samarbejder med en række musikgrupper, såsom Superfly og folkemusikgruppen Basco.
I 2013 medvirkede hun i Bagerst i skuffen, en produktion af det Svendborg-baserede danseteater sART.
Hun har også sunget i den vokale improvisationsgruppe IKI.
Hjetland spiller på blandt andet på autoharpe, ukulele, obukano og keyboard og benytter Boss Loopstation.
Hun har givet koncert i Nordamerika, de nordiske lande samt flere andre europæiske lande.